# Lista de filmes portugueses de 1929
Lista de filmes portugueses de longa-metragem lançados comercialmente em Portugal em 1929, nas salas de cinema.
Notas: Na secção coprodução, passando o cursor sobre a bandeira aparecerá o nome do país correspondente.
| # | Filme                       | Realização            | Género       | Estreia       | Coprodução |
| - | --------------------------- | --------------------- | ------------ | ------------- | ---------- |
| 1 | Nazaré, Praia de Pescadores | José Leitão de Barros | Documentário | 23 de janeiro | —          |